# Ludovic Auger
Ludovic Auger (Joigny, 17 februari 1971) is een Frans voormalig wielrenner. Zijn broer Guillaume Auger was eveneens beroepswielrenner.

## Belangrijkste overwinningen
1997
- 6e etappe Koers van de Olympische Solidariteit

1998
- GP Fina-Fayt-le-Franc

2000
- Eindklassement Ronde van Normandië

2004
- 2e etappe Tour de la Manche
- Eindklassement Tour de la Manche

## Resultaten in voornaamste wedstrijden
| Jaar | Ronde van Italië | Ronde van Frankrijk | Ronde van Spanje |
| ---- | ---------------- | ------------------- | ---------------- |
| 1994 |                  |                     |                  |
| 1995 |                  |                     |                  |
| 1997 |                  | opgave              |                  |
| 1998 |                  | opgave              |                  |
| 1999 |                  | 111e                |                  |
| 2000 |                  |                     |                  |
| 2001 |                  | 133e                |                  |
| 2002 |                  |                     |                  |
| 2003 |                  |                     |                  |
| 2005 |                  |                     | opgave           |
| 2006 |                  |                     |                  |
| 2007 |                  |                     |                  |

| Jaar | Milaan-San Remo | Gent-Wevelgem | Ronde van Vlaanderen | Parijs-Roubaix | Waalse Pijl | Parijs-Tours | Dwars door Vlaanderen |
| ---- | --------------- | ------------- | -------------------- | -------------- | ----------- | ------------ | --------------------- |
| 1994 |                 |               |                      |                |             | 23e          |                       |
| 1995 |                 |               |                      |                |             | 57e          |                       |
| 1997 |                 |               |                      |                |             |              | Zilver                |
| 1998 |                 |               |                      | 38e            |             |              | 33e                   |
| 1999 |                 |               |                      |                | 47e         |              | 27e                   |
| 2000 |                 |               |                      |                |             | 24e          |                       |
| 2001 |                 |               |                      | 53e            |             | 114e         |                       |
| 2002 |                 |               |                      | 41e            |             |              | 49e                   |
| 2003 |                 |               |                      |                |             |              | 30e                   |
| 2005 | 95e             | 22e           |                      | 68e            |             |              |                       |
| 2006 | 159e            | 82e           | 69e                  | 86e            |             |              |                       |
| 2007 | 151e            |               | 91e                  |                |             |              |                       |